# Aquarius (álbum de Aqua)
Aquarius é o segundo álbum de estúdio da banda Aqua, lançado a 21 de março de 2000.

## Faixas
Todas as faixas por Søren Rasted e Claus Norreen, exceto onde anotado.
1. "Cartoon Heroes" - 3:38
2. "Around the World" - 3:28
3. "Freaky Friday" - 3:45
4. "We Belong to the Sea" - 4:18
5. "An Apple a Day" - 3:37
6. "Halloween" (Søren Rasted, Claus Norreen, René Dif) - 3:49
7. "Good Guys" - 3:58
8. "Back from Mars" - 4:03
9. "Aquarius" - 4:21
10. "Cuba Libre" (Søren Rasted, Claus Norreen, René Dif) - 3:36
11. "Bumble Bees" - 3:52
12. "Goodbye to the Circus" - 3:59

| Críticas profissionais                                                      | Críticas profissionais |
| Avaliações da crítica                                                       | Avaliações da crítica  |
| Fonte                                                                       | Avaliação              |
| --------------------------------------------------------------------------- | ---------------------- |
| allmusic                                                                    | [ 2 ]                  |
| Gaffa                                                                       | [ 3 ]                  |
| Esta tabela precisa de ser acompanhada por texto em prosa. Consulte o guia. |                        |

## Paradas
| Ano  | Parada              | Posição |
| ---- | ------------------- | ------- |
| 1997 | Billboard 200       | 82      |
| 1997 | Top Canadian Albums | 3       |